# 酒井忠全
酒井 忠全（さかい ただやす）は、播磨国姫路新田藩の第3代（最後）の藩主。

## 略歴
文化12年（1815年）、第2代藩主・酒井忠質の子として生まれる。翌文化13年（1816年）、父が死去したため家督を継いだ。しかし文化14年（1817年）11月3日に死去した。享年3。嗣子がいるはずもなく、姫路新田藩は完全に廃藩となった（幕末の動乱関連（反逆勢力への加担行為）で取り潰された2藩を除けば、最後の大名の改易となった）。